# The 25th Day of December with Bobby Darin
| Recensione | Giudizio |
| ---------- | -------- |
| AllMusic   |          |

The 25th Day of December with Bobby Darin è un album natalizio del cantante pop statunitense Bobby Darin, pubblicato dalla Atco Records nel dicembre del 1960.

## Tracce

### LP (1960, Atco Records, 33-125/SD 33-125)
Lato A
1. O Come, All Ye Faithful – 2:21 (Tradizionale; trascritto e riadattato da melodia gregoriana da John Francis Wade) – Registrato il 19 agosto 1960
2. Poor Little Jesus – 3:01 (Tradizionale: riadattamento e arrangiamento di: Paul Campbell, Ronnie Gilbert, Fred Hellerman, Pete Seeger) – Registrato il 20 agosto 1960
3. Child of God – 1:59 (Tradizionale) – Registrato il 21 agosto 1960
4. Baby Born Today – 1:28 (Tradizionale) – Registrato il 20 agosto 1960
5. Holy Holy Holy – 2:45 (Tradizionale) – Registrato il 19 agosto 1960
6. Ave Maria – 3:56 (testo: Walter Scott – musica: Franz Schubert) – Registrato il 19 agosto 1960

Durata totale: 15:30
Lato B
1. Go Tell It on the Mountain – 1:51 (Tradizionale; riadattamento testo e musica di John Wesley Work Jr.) – Registrato il 21 agosto 1960
2. While Shepherds Watched Their Flocks – 2:08 (testo: Nahum Tate – musica: Tradizionale) – Registrato il 20 agosto 1960
3. Jehovah Hallelujah – 2:12 (Tradizionale) – Registrato il 21 agosto 1960
4. Mary Where Is Your Baby – 1:48 (Tradizionale) – Registrato il 21 agosto 1960
5. Silent Night, Holy Night – 3:47 (testo: Joseph Mohr – musica: Franz Xaver Gruber) – Registrato il 20 agosto 1960
6. Dona nobis pacem – 1:50 (Tradizionale) – Registrato il 19 agosto 1960
7. Amen – 0:55 (Tradizionale) – Registrato il 21 agosto 1960

Durata totale: 14:31

### CD (2013, Real Gone Music, RGM-0199)
1. O Come, All Ye Faithful – 2:27 (Tradizionale: add. e arrang. di John Francis Wade)
2. Poor Little Jesus – 3:05 (Tradizionale: riadatt. e arrang. di: Paul Campbell, Ronnie Gilbert, Fred Hellerman, Pete Seeger)
3. Child of God – 2:03 (Tradizionale)
4. Baby Born Today – 1:33 (Tradizionale)
5. Holy Holy Holy – 2:48 (Tradizionale)
6. Ave Maria – 3:59 (testo: Walter Scott – musica: Franz Schubert)
7. Go Tell It on the Mountain – 1:53 (Tradizionale; riadattamento testo e musica di John Wesley Work Jr.)
8. While Shepherds Watched Their Flocks – 2:12 (testo: Nahum Tate – musica: Tradizionale)
9. Jehovah Hallelujah – 2:16 (Tradizionale)
10. Mary, Where Is Your Baby – 1:52 (Tradizionale)
11. Silent Night, Holy Night – 3:50 (testo: Joseph Mohr – musica: Franz Xaver Gruber)
12. Dona nobis pacem – 1:52 (Tradizionale)
13. Amen – 0:55 (Tradizionale)
14. Christmas Auld Lang Syne (Traccia bonus) – 2:45 (Manny Curtis, Frances Philip Military) – Registrato il 18 agosto 1960

Durata totale: 33:30

## Musicisti
- Bobby Darin – voce
- Bobby Scott – direttore d'orchestra, arrangiamenti

### Produzione
- Ahmet Ertegun – produzione, supervisione
- Bill Putnam – ingegnere delle registrazioni
- Garrett/Howard – foto copertina album originale[3]